# Radziłów
Radziłów is een dorp in het Poolse woiwodschap Podlachië, in het district Grajewski. De plaats maakt deel uit van de gemeente Radziłów en telt 1400 inwoners.